# Eucereon alba
Eucereon alba là một loài bướm đêm thuộc phân họ Arctiinae, họ Erebidae.